# Бадљевица
Бадљевица је насељено место града Смедерева у Подунавском округу. Према попису из 2022. има 315 становника (према попису из 2011. било је 374 становника).

## Историја
Бадљевица лежи југозападно од варошице Колара. Судећи по месту које се зове Црквине, на коме је гробље, може се претпоставити да је овде постојало неко старије насеље.
Бадљевица је насеље новијег датума. Игледа да је основана око другог Устанка. Како је алија, коју су заузели, била потребна околним селима, то су Бадљевичани неколико пута расељавани по суседним селима, и опет се на старо место враћали. Приликом расељавања населили су се били Селевац, Друговац и Орашје. Неки су ту и остали, а други су се вратили понова у Бадљевицу. О томе говори и жалба кметова села Малог Орашја, Дубон, Велике Крсне, Друговца и Селевца, који су поднели „Суду Окружија и Вароши Смедеревске“ (17. априла 1835. године. Н.82) у којој износе „да се неколико кућа од оних које су прошле године (1834) из Бадљевица у Орашје исељене, опет сада у ову алију са својим фамилијама и са стоком врачају“.
Предање нам каже да су прве куће биле „у селу“ код суднице, и да су „први ударили колац у селу“ Милановићи, чији је прадед дошао из Трудеља (качерски срез). У исто време су дошли и Ранковићи (Босићи) старином од Пећи. За време расељавања склонили су се уДруговац, одакле су се вратили а један део од њихове породице остане и живе у Друговцу (Милојевићи, Јанковићи). Остале породице су касније долазиле и пореклом су поглавито из Шумадије. 

Некима је кнез Милош дозволио да се овде населе. Познато нам је да је кнез Милош наредио, да се могу населити у Бадљевицу: Павле Бекић и брат му из Забојнице од кога се данашњи Бекчићи-Илићи, затим Милојевићи из Вучковице. Према пореклу ондашње становништво Бадљевице може се овако распоредити: има 18 породица са 83 куће досељеника из динарских области, 1 породица са 8 кућа косовско-метохиских досељеника, 1 породица са 3 куће досељеника из моравско-вардарских области и 1 кућа из околине.
Године 1846. Бадљевица је имала 23 куће. По попису из 1921. године село је имало 105 кућа са 584 становника.(подаци крајем 1921. године).

## Демографија
У насељу Бадљевица живи 350 пунолетних становника, а просечна старост становништва износи 43,3 година (43,9 код мушкараца и 42,7 код жена). У насељу има 122 домаћинства, а просечан број чланова по домаћинству је 3,60.
Ово насеље је великим делом насељено Србима (према попису из 2002. године), а у последња три пописа, примећен је пад у броју становника.
|  |

| Демографија | Демографија | Демографија |
| Година      | Становника  | Становника  |
| ----------- | ----------- | ----------- |
| 1948.       | 652         |             |
| 1953.       | 696         |             |
| 1961.       | 656         |             |
| 1971.       | 559         |             |
| 1981.       | 519         |             |
| 1991.       | 471         | 470         |
| 2002.       | 439         | 447         |
| 2011.       | 374         |             |
| 2022.       | 315         |             |

| Етнички састав према попису из 2002.‍ | Етнички састав према попису из 2002.‍ | Етнички састав према попису из 2002.‍ | Етнички састав према попису из 2002.‍ | Етнички састав према попису из 2002.‍ |
| ------------------------------------ | ------------------------------------ | ------------------------------------ | ------------------------------------ | ------------------------------------ |
|                                      |                                      |                                      |                                      |                                      |
| Срби                                 | Срби                                 |                                      | 437                                  | 99,54%                               |
| Украјинци                            | Украјинци                            |                                      | 1                                    | 0,22%                                |
| непознато                            | непознато                            |                                      | 1                                    | 0,22%                                |

| \| \| м \| \| \| ж \| \| ? \| 0 \| \| \| 2 \| \| 80+ \| 5 \| \| \| 9 \| \| 75—79 \| 18 \| \| \| 16 \| \| 70—74 \| 22 \| \| \| 17 \| \| 65—69 \| 11 \| \| \| 18 \| \| 60—64 \| 9 \| \| \| 7 \| \| 55—59 \| 13 \| \| \| 13 \| \| 50—54 \| 16 \| \| \| 14 \| \| 45—49 \| 20 \| \| \| 12 \| \| 40—44 \| 10 \| \| \| 16 \| \| 35—39 \| 6 \| \| \| 6 \| \| 30—34 \| 18 \| \| \| 9 \| \| 25—29 \| 16 \| \| \| 22 \| \| 20—24 \| 10 \| \| \| 11 \| \| 15—19 \| 9 \| \| \| 9 \| \| 10—14 \| 11 \| \| \| 9 \| \| 5—9 \| 14 \| \| \| 14 \| \| 0—4 \| 9 \| \| \| 18 \| \| Просек : \| 43,9 \| \| \| 42,7 \| |      |  |  |      |
| |      |  |  |      |
| | м    |  |  | ж    |
| ? | 0    |  |  | 2    |
| 80+ | 5    |  |  | 9    |
| 75—79 | 18   |  |  | 16   |
| 70—74 | 22   |  |  | 17   |
| 65—69 | 11   |  |  | 18   |
| 60—64 | 9    |  |  | 7    |
| 55—59 | 13   |  |  | 13   |
| 50—54 | 16   |  |  | 14   |
| 45—49 | 20   |  |  | 12   |
| 40—44 | 10   |  |  | 16   |
| 35—39 | 6    |  |  | 6    |
| 30—34 | 18   |  |  | 9    |
| 25—29 | 16   |  |  | 22   |
| 20—24 | 10   |  |  | 11   |
| 15—19 | 9    |  |  | 9    |
| 10—14 | 11   |  |  | 9    |
| 5—9 | 14   |  |  | 14   |
| 0—4 | 9    |  |  | 18   |
| Просек : | 43,9 |  |  | 42,7 |

| Година пописа     | 1948. | 1953. | 1961. | 1971. | 1981. | 1991. | 2002. |
| ----------------- | ----- | ----- | ----- | ----- | ----- | ----- | ----- |
| Број домаћинстава | 135   | 142   | 137   | 134   | 126   | 124   | 122   |

| Број чланова      | 1  | 2  | 3 | 4  | 5  | 6  | 7 | 8 | 9 | 10 и више | Просек |
| ----------------- | -- | -- | - | -- | -- | -- | - | - | - | --------- | ------ |
| Број домаћинстава | 18 | 36 | 8 | 13 | 19 | 23 | 2 | 1 | 2 | 0         | 3,60   |

| Пол    | Укупно | Неожењен/Неудата | Ожењен/Удата | Удовац/Удовица | Разведен/Разведена | Непознато |
| ------ | ------ | ---------------- | ------------ | -------------- | ------------------ | --------- |
| Мушки  | 183    | 32               | 128          | 13             | 9                  | 1         |
| Женски | 181    | 21               | 128          | 30             | 2                  | 0         |
| УКУПНО | 364    | 53               | 256          | 43             | 11                 | 1         |

| Пол    | Укупно                    | Пољопривреда, лов и шумарство | Рибарство                            | Вађење руде и камена | Прерађивачка индустрија       |
| ------ | ------------------------- | ----------------------------- | ------------------------------------ | -------------------- | ----------------------------- |
| Мушки  | 117                       | 91                            | 0                                    | 0                    | 5                             |
| Женски | 74                        | 62                            | 0                                    | 0                    | 3                             |
| Укупно | 191                       | 153                           | 0                                    | 0                    | 8                             |
|        |                           |                               |                                      |                      |                               |
| Пол    | Производња и снабдевање   | Грађевинарство                | Трговина                             | Хотели и ресторани   | Саобраћај, складиштење и везе |
| Мушки  | 1                         | 2                             | 4                                    | 2                    | 7                             |
| Женски | 0                         | 0                             | 5                                    | 0                    | 0                             |
| Укупно | 1                         | 2                             | 9                                    | 2                    | 7                             |
|        |                           |                               |                                      |                      |                               |
| Пол    | Финансијско посредовање   | Некретнине                    | Државна управа и одбрана             | Образовање           | Здравствени и социјални рад   |
| Мушки  | 0                         | 1                             | 2                                    | 2                    | 0                             |
| Женски | 0                         | 1                             | 1                                    | 1                    | 0                             |
| Укупно | 0                         | 2                             | 3                                    | 3                    | 0                             |
|        |                           |                               |                                      |                      |                               |
| Пол    | Остале услужне активности | Приватна домаћинства          | Екстериторијалне организације и тела | Непознато            | Непознато                     |
| Мушки  | 0                         | 0                             | 0                                    | 0                    | 0                             |
| Женски | 1                         | 0                             | 0                                    | 0                    | 0                             |
| Укупно | 1                         | 0                             | 0                                    | 0                    | 0                             |

## Коришћена Литература
- Извор Монографија Подунавске области 1812-1927 саставио Др, Владимир Марган бив. Председник Обласног одбора Комесар Обласне Самоуправе, објавјено (1927 г.)„Напредак Панчево,,
- „Летопис“: Подунавска места и обичаји Марина (Беч 1999 г.).

Летопис период 1812 – 2009 г. Саставио од Писаних трагова, Летописа, по предању места у Јужној Србији, места и обичаји настанак села ко су били Досењеници чиме се бавили мештани
- Напомена

У уводном делу аутор је дао кратак историјски преглед овог подручја од праисторијских времена до стварање државе Краљевине Срба, Хрвата и Словенаца. Највећи прилог у овом делу чине ,»Летописи« и трудио се да не пропусти ниједну важну чињеницу у прошлости описиваних места.